# Северная (Омская область)
Северная — деревня в Горьковском районе Омской области России. Входит в состав Алексеевского сельского поселения.

## География
Деревня находится на востоке центральной части Омской области, в пределах Барабинской низменности, к югу от реки Иртыш, на расстоянии примерно 30 километров (по прямой) к северо-западу от деревни городского типа Горьковское, административного центра района. Абсолютная высота — 116 метров над уровнем моря.

## История
Деревня была основана в 1930 году как ферма совхоза АО «Скотовод».

## Население
| 2002 | 2010 | 2021 |
| ---- | ---- | ---- |
| 282  | ↘240 | ↘227 |

Гендерный состав
По данным Всероссийской переписи населения 2010 года в гендерной структуре населения мужчины составляли 48,3 %, женщины — соответственно 51,7 %.
Национальный состав
Согласно результатам переписи 2002 года, в национальной структуре населения русские составляли 69 %.

## Инфраструктура
В деревне функционируют библиотека и сельский клуб.

## Улицы
Уличная сеть деревни состоит из двух улиц (ул. Фермская и ул. Центральная).